# Adieu, Barbe bleue
Pour plus de détails, voir Fiche technique et Distribution.
Adieu, Barbe bleue (Bye, Bye Bluebeard) est un court métrage d'animation de la série américaine Merrie Melodies réalisé par Arthur Davis, produit par les Warner Bros. Cartoons et sorti en 1949.